# Robustiano Pellegrini
Robustiano Pellegrini, detto Roby (Pisa, 1947), è un musicista italiano.
Ex tastierista degli Homo Sapiens, vincitore del Festival di Sanremo 1977 con la canzone Bella da morire.
Diplomato in flauto all'Istituto Musicale Boccherini di Lucca, ha svolto attività di pianista in gruppi musicali (genere musica da ballo); ha suonato nel 1969 alla Bussola in Versilia e per molti mesi ha continuato nella professione in noti locali sia in Toscana che in tutta Italia.
Per anni ha insegnato musica alla Scuola Media Statale Giovanni Battista Niccolini di San Giuliano Terme (PI) e in lezioni private nella sua casa di Asciano Pisano.